# Джон Генрі Сунуну
Джон Генрі Сунуну (англ. John Henry Sununu; нар. 2 липня 1939, Гавана, Куба) — американський політик, член Республіканської партії. Він був губернатором штату Нью-Гемпшир з 1983 по 1989 і головою Адміністрації Президента США з 1989 по 1991 роки. Батько сенатора Джона Едварда Сунуну.
Навчався у Массачусетському технологічному інституті (1961, бакалавр; 1963, магістр; 1966, доктор філософії). З 1968 по 1973 він був заступником декана Коледжу інженерії Університету Тафтса і ад'юнкт-професором машинобудування, входив до складу Палати представників Нью-Гемпширу з 1973 по 1975.
Під час свого останнього строку на посаді губернатора він очолював Національну асоціацію губернаторів з 1987 по 1988. Сунуну був одним з лідерів дебатів політичної програми Crossfire на CNN з 1992 по 1998.
Є видним арабським американцем. Він отримав премію за державну службу у 2006 році від королеви-мати Йорданії Нур. Сунуну католик ліванського походження.